# Obrona Włocławka

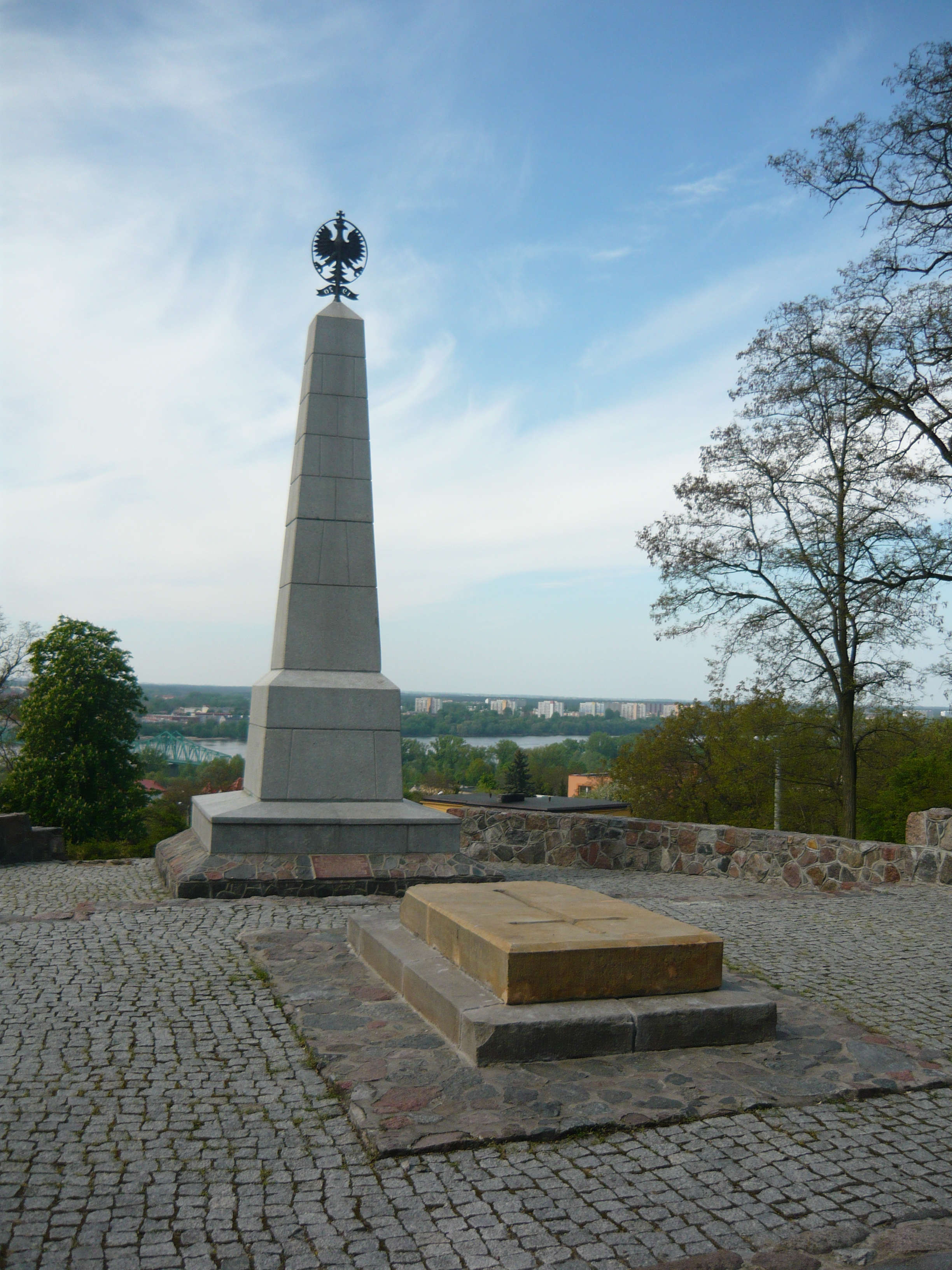
Pomnik Obrońców Wisły w roku 1920 oraz ich zbiorowa mogiła na Zawiślańskim Wzgórzu we Włocławku

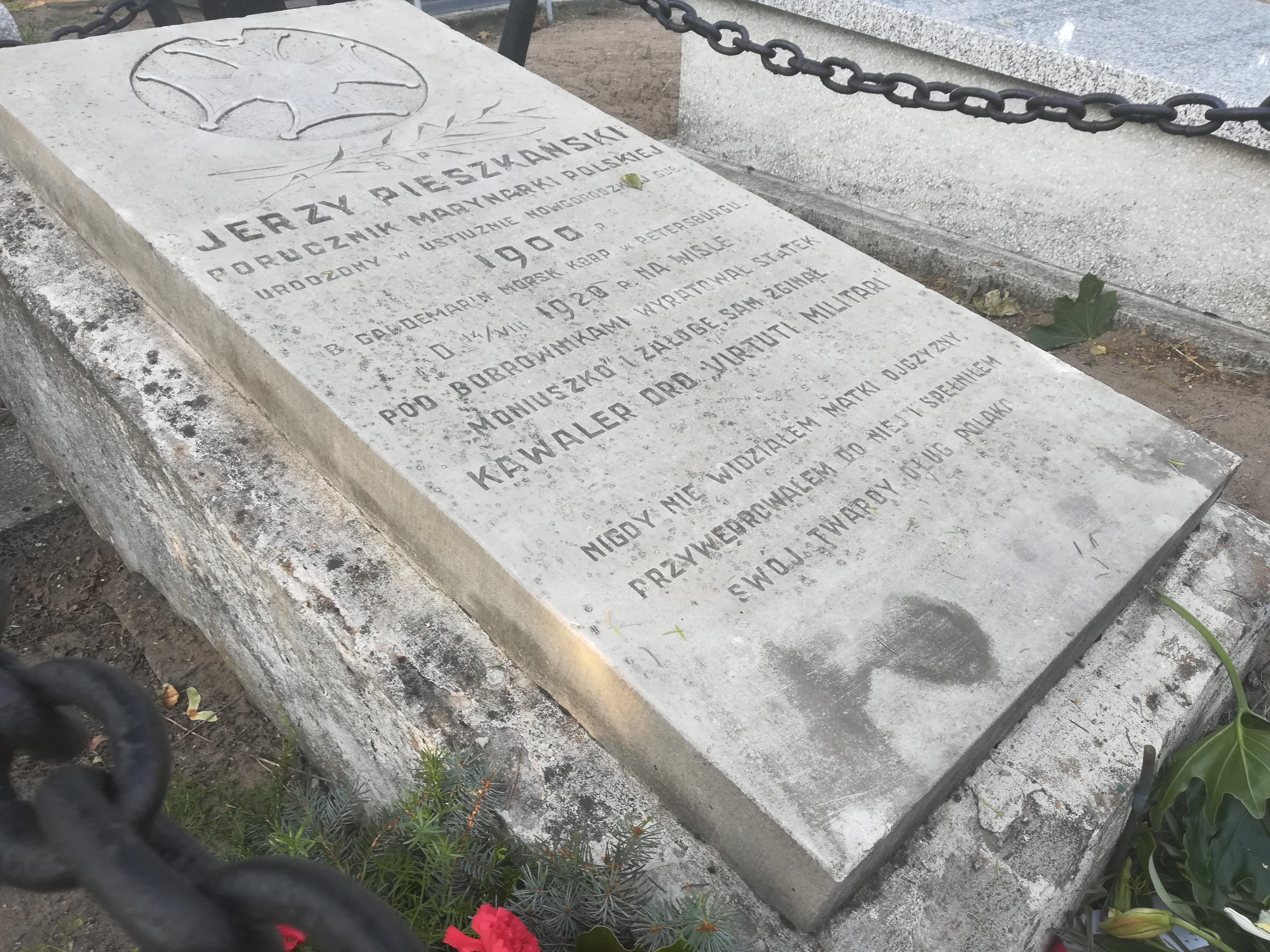
Włocławek, cmentarz komunalny. Grób Jerzego Pieszkańskiego. Fotografia wykonana 15 sierpnia 2020 r.

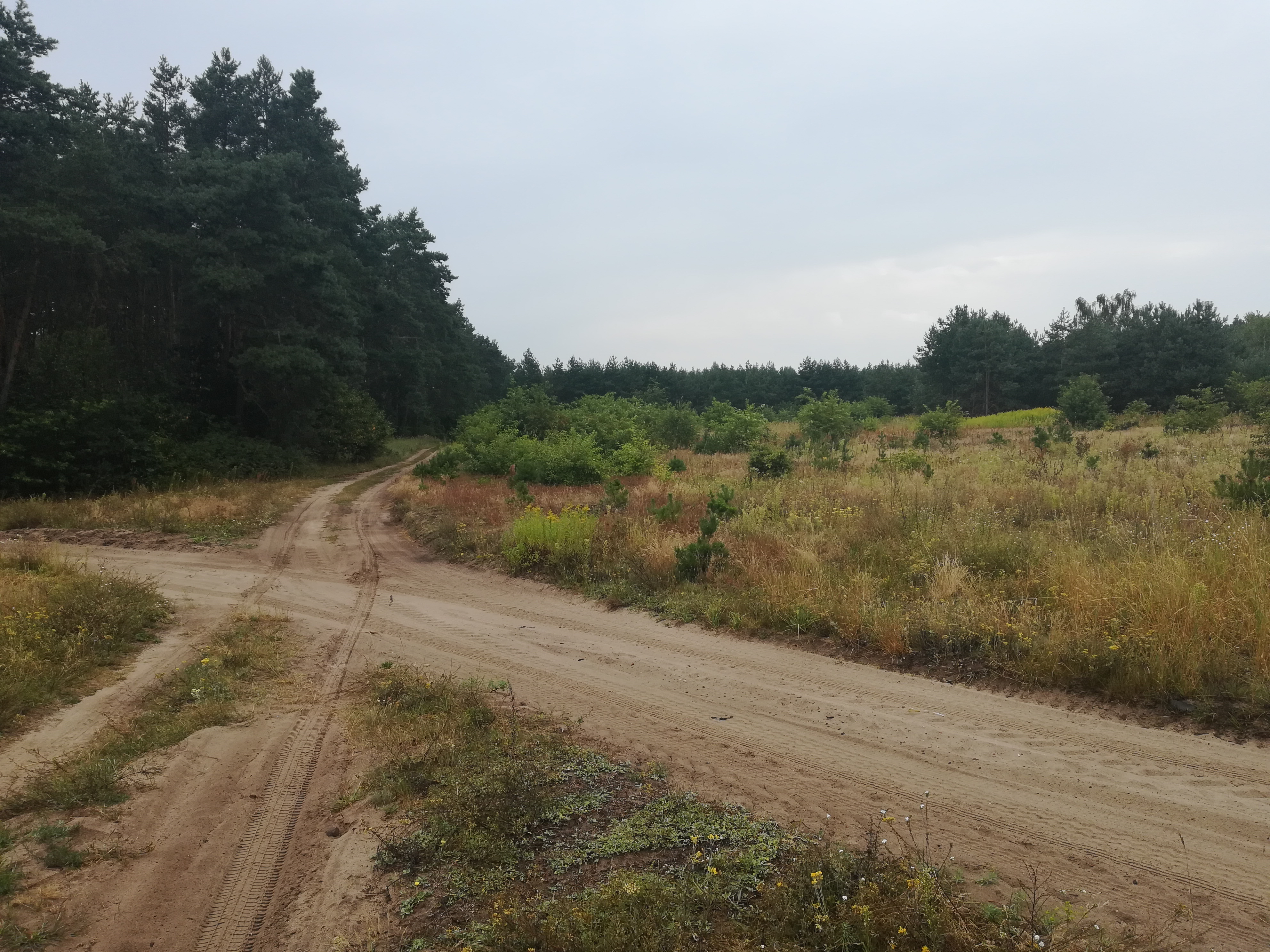
Widok miejsca po sztabie Gaj - Chana we wsi Działy (dziś Winduga), z którego d-ca nadzorował prace nad gromadzeniem łodzi i drewna do budowy tratew do przeprawy przez Wisłę i zdobycia Włocławka; 17 VIII 2020 - 100 lat później

Obrona Włocławka – bitwa wojny polsko-bolszewickiej stoczona pomiędzy wojskami polskimi i radzieckimi na przedpolach Włocławka w dniach 13–19 sierpnia 1920 roku, w okresie Bitwy Warszawskiej.

## Tło sytuacyjne
Wczesną wiosną z tzw. Bramy Smoleńskiej, czyli ziemi położonych między Dźwiną a Dnieprem, ruszyła bolszewicka kontrofensywa. Frontem zachodnim dowodził gen. Michaił Tuchaczewski. Na południu uderzyła Armia Konna Siemiona Budionnego. W obliczu nieuchronnej klęski wojska polskie ogarnęła panika, której uległa również część korpusu oficerskiego. 27 maja 1920 roku z inicjatywy endeków utworzono w Warszawie Ligę Antybolszewicką. Oddziały Ligi powstały także we Włocławku. Organizowała ona wiece i odczyty, by uświadomić ludziom, czym w istocie jest komunizm w bolszewickim wydaniu i jak wielkie stanowi zagrożenie. Niekorzystny dla Polski przebieg wojny z Rosją wzbudzał także poważne zaniepokojenie duchowieństwa. 
Ordynariusz włocławski biskup Stanisław Zdzitowiecki starał się mobilizować kapłanów i wiernych do organizowania pomocy dla walczących na froncie wschodnim żołnierzy i ochotników, broniących ojczyzny i Kościoła przed barbarzyńskim najazdem. Na mocy uchwały sejmowej, 1 lipca 1920 roku powołano Radę Obrony Państwa. Również we Włocławku powołano w lipcu Komitet Obrony Państwa, ale faktycznie przygotowania do obrony miasta rozpoczęły się bardzo późno. Na apel ROP i biskupa Zdzitowickiego najszybciej odpowiedziała młodzież, głównie harcerze. 13 lipca do wszystkich chorągwi dotarł rozkaz z Komendy Głównej Związku Harcerstwa Polskiego ogłaszający mobilizacje do Armii Ochotniczej, w tej sytuacji Inspektor Okręgu Kujawskiego, Zygmunt Błędowski, wydał specjalny rozkaz, ogłaszający mobilizację drużyn na obszarze całego Okręgu, dla tych którzy jeszcze nie zgłosili się jako ochotnicy. We Włocławku powołano Harcerskie Biuro Meldunkowe. W niedziele 19 lipca o godzinie 19.00 harcerze mieli stawić się na placu Gimnazjum Realnego. Następnego dnia, po mszy w ich intencji odprawionej przez ks. Józefa Kruszyńskiego, 96 z nich wyjechało do obozów ćwiczeniowych pod Warszawę. 50 skautów z Włocławka i okolic przydzielono do batalionu zapasowego 14 pułku piechoty i 32 pułku piechoty oraz 2 pułku szwoleżerów. 20 lipca na front wyruszyło 204 harcerzy. Harcerze pomagali też w budowie umocnień na Bulwarach, kopaniu okopów, fortyfikowania Szpetalskiego Wzgórza. 14 sierpnia, kiedy bolszewicy byli już w Bogucinie w pobliżu Szpetala, przygotowując przeprawę na Wiśle, Maria Albertówna w imieniu Komendantki Okręgu wezwała wszystkie harcerki do stawienia się w dniu następnym – miały pełnić role sanitariuszek, łączniczek, dostarczać obrońcom w okopach żywność, czasami amunicję. 16 lipca odbył się we Włocławku wiec, na którym nauczyciele z miasta i okolic wyrazili swoje poparcie dla Naczelnego Wodza. Młodsi zgłaszali się do armii jako ochotnicy. Ponadto do pułków ochotniczych piechoty zgłaszali się robotnicy, głównie z Celulozy – 336 osób.
11 sierpnia 1920 roku dowódca przedmościa płk Wojciech Józef Gromczyński wydał rozkaz nr 1, rozdzielić pozycje obronne na dwa odcinki: wschodni i zachodni, a te na pododcinki.

## Przebieg bitwy

### 13 sierpnia
W godzinach wieczornych 3 Korpus Kawalerii Gaja-Chana przystąpił do wykonania wydanego przez niego rozkazu, w którym nakazywał m.in. zajęcie w nocy Lipna, opanowanie Nieszawy, przeprawienie się pod Bobrownikami i zniszczenie linii kolejowej łączącej Warszawę z Gdańskiem. Dowódca 15 Dywizji Kawalerii miał o świcie 14 sierpnia opanować przeprawę na Wisłę na odcinku Włocławek-Dobrzyń oraz zająć Włocławek, miał też utrzymać przeprawę we Włocławku oraz samo miasto do nadejścia piechoty 4 Armii. 14 sierpnia rano bolszewickie patrole zajęły wieś Bogucin, z której po godzinnym oporze wycofały się polskie oddziały. Nieprzyjaciel zajął wzgórze położone 5 km od wsi oraz Chełmicę Małą. Wkrótce nadciągnęły większe oddziały wraz z artylerią i otworzyły ogień na polskie pozycje w Szpetalu Górnym.

### 15 sierpnia
Jeszcze 15 sierpnia we Włocławku panował spokój, ale ogłoszono stan oblężenia. Tymczasem zwiad sowiecki dość dobrze rozpoznał polskie pozycje obronne. Zaatakowany o godzinie 20.00 pluton 4 Pułku Artylerii Polowej wycofał się, odsłaniając lewe skrzydło przedmościa. Wówczas płk Gromczyński wysłał do obrony odcinka zachodniego pluton szturmowy z pociągiem pancernym, 5 ciężkich karabinów maszynowych i nowo sformowaną kompanię rekrutacyjną z batalionu zapasowego 14 Pułku Piechoty. Nad ranem Polacy odzyskali utracone pozycje.

### 16 sierpnia
16 sierpnia podczas przeprawy 2 i 3 kompania batalionu zapasowego 14 pułku piechoty próbujące dostać się do mostu zostały zaatakowane przez szwadron kawalerii Gaja. Większość ich żołnierzy trafiła do niewoli. Pułkownik Gromczyński otrzymał zezwolenie dowództwa Frontu Północno-Wschodniego na podpalenie mostu. W tym czasie do Włocławka przybył nowy dowódca garnizonu, który uporządkował pomieszane załogi przedmieścia i zorganizował obronę na lewym brzegu Wisły. Straty polskie poniesione 16 sierpnia określa się na około 250 zabitych i 500 wziętych do niewoli. Nieprzyjaciel nie mogąc zdobyć Włocławka z marszu, rozpoczął ostrzał artyleryjski.

### Odwrót bolszewików
18 sierpnia ostrzał artyleryjski zaczął słabnąć. Nie mogąc opanować arterii komunikacyjnej na szlaku wiślanym do Gdańska, ani przerwać połączenia kolejowego z Warszawą i Łodzią, bolszewicy rozpoczęli 19 sierpnia odwrót, odchodząc w kierunku Płocka. Dzień później oddziały polskie rozpoczęły pościg za nimi. 21 sierpnia we włocławskich kościołach zabrzmiało dziękczynne Te Deum.

### Po bitwie
Za inicjatywę, wybitne męstwo i poświęcenie, wykazane w służbie w grupie saperów majora Kazimierza Możdżenia w czasie obrony Włocławka przed bolszewikami - rozkazem Ministra Spraw Wojskowych L. 1525 z dnia 11 kwietnia 1921 roku, Krzyżem Walecznych odznaczeni zostali por. Czesław Helman z Kościuszkowskiego Obozu Szkolnego Saperów na Powązkach (nr krzyża 10902) i plut. Franciszek Cukiernik (nr krzyża 10907).